# Gisella Aboumrad
Ernestina Gisella Valencia Aldana (Ciudad de México, 16 de diciembre de 1979), conocida artísticamente como Gisella Aboumrad, es una actriz, comediante y escritora mexicana que se dio a conocer por sus trabajos como actriz, realizados en las televisoras Televisa y Telemundo, destacando en ellas en el programa de comedia La Parodia al lado de Angélica Vale y Arath de la Torre, y más reciente en las telenovelas: Sin senos sí hay paraíso y La suerte de Loli en el papel de Roxana.

## Biografía
Valencia nació en la Ciudad de México, el 16 de diciembre de 1979. Su carrera en la televisión, comenzó en 1999 a través de Televisa en México, haciendo una aparición menor en la telenovela DKDA, sueños de juventud, un año después, hizo una participación en la telenovela infantil Carita de ángel en el papel de Matilda. En 2002, Gisella participó en un episodio de la serie de antología Mujer, casos de la vida real, al lado de Adriana Laffan; de igual forma en ese mismo año hasta 2006, Aboumbrad inicia su incursión en la comedia a través del programa La Parodia, al lado de Angélica Vale y Arath de la Torre. De forma paralela, también participó en las telenovelas ¡Vivan los niños! y Mujer de madera. Sus últimos trabajos en la televisión mexicana fueron en Hasta que el dinero nos separe  y Zacatillo, un lugar en tu corazón.
Después de incursionar en la televisión mexicana, Gisella Aboumbrad se muda a Nueva York para continuar con su educación y formación actoral, graduándose en la Academia de Cine de Nueva York. Tiempo después, tras mudarse a Miami en 2012, regresa a la televisión con las telenovelas Corazón valiente y Pasión prohibida, ambas de Telemundo, al igual de la mano de Univision y Venevisión con Cosita linda y una participación especial en Voltea pa' que te enamores. En 2015, regresa a Telemundo integrándose en el reparto de ¿Quién es quién? al lado de Eugenio Siller, Danna Paola y Kimberly Dos Ramos. Entre 2017 y 2018 participa en dos producciones de Telemundo tras tomarse un año de descanso, el primero fue en La fan en el papel de Martha Rojas y reencontrándose con Angélica Vale; y la segunda fue a partir de la segunda temporada de Sin senos sí hay paraíso como Big Mayra. En el 2020 incursiona en el cine con los largometrajes La Noche como Lucía y Skinny Dipping como Raquel.
Una vez más en 2021, Aboumbrad regresa a la televisión a través de la telenovela La suerte de Loli, como la locutora de radio "Roxana Estévez", en la cual comparte créditos con Silvia Navarro, Osvaldo Benavides y Christian Chávez.
El mismo año debuta en la televisión de telerrealidad siendo una de las huéspedes de la primera temporada de La casa de los famosos de Telemundo, donde fue la última eliminada de la temporada.

## Filmografía

### Televisión
| Año       | Título                            | Personaje                            | Nota                                                                             |
| --------- | --------------------------------- | ------------------------------------ | -------------------------------------------------------------------------------- |
| 1999      | DKDA, sueños de juventud          | Doble Laura                          | Invitada                                                                         |
| 2000-2001 | Carita de ángel                   | Matilda                              | Rol recurrente; 4 episodios                                                      |
| 2002      | Mujer, casos de la vida real      | Personaje desconocido                | Invitada; Ep. ''El gran príncipe azul"                                           |
| 2002-2003 | ¡Vivan los niños!                 | Gogó Rionda                          | Rol recurrente                                                                   |
| 2002-2006 | La Parodia                        | Isabel Madow «La secre»Celina Ferrer | Parodia de El mañanero; sketch «El mañañero»Parodia de Rebelde; sketch «Reverde» |
| 2004      | Mujer de madera                   | Karen                                | Rol recurrente                                                                   |
| 2005      | No Manches                        | Ella misma                           | Invitada especial; programa de entretenimiento                                   |
| 2009      | Hasta que el dinero nos separe    | Janet                                | Invitada; Ep. "A favor de Marco"                                                 |
| 2010      | Zacatillo, un lugar en tu corazón | Fernanda Domínguez                   | Invitada; 2 episodios                                                            |
| 2012      | Corazón valiente                  | Reclusa                              | Invitada                                                                         |
| 2013      | Pasión prohibida                  | Teresa «Tere» López                  | Rol principal                                                                    |
| 2014      | Cosita linda                      | Carmela                              | Rol recurrente                                                                   |
| 2014      | Reina de corazones                | Enfermera                            | Rol recurrente; 3 episodios                                                      |
| 2014      | Voltea pa' que te enamores        | Personaje desconocido                | Invitada                                                                         |
| 2015      | ¿Quién es quién?                  | Hortensia «Tencha» Méndez            | Rol principal                                                                    |
| 2017      | La fan                            | Martha Rojas                         | Rol recurrente; 2 episodios                                                      |
| 2017-2018 | Sin senos sí hay paraíso          | Mayra Contreras «Big Mayra»          | Rol recurrente; 2 temporadas                                                     |
| 2021      | La suerte de Loli                 | Roxana «Rox» Estévez                 | Rol principal                                                                    |
| 2021      | La casa de los famosos            | Ella misma                           | Participante                                                                     |
| 2024      | Hoy Día Bailamos                  | Ella misma                           | Participante                                                                     |
| 2024      | La Isla: desafió extremo          | Ella misma                           | Participante                                                                     |

### Cine
| Año       | Título                     | Personaje | Nota         |
| --------- | -------------------------- | --------- | ------------ |
| 2020 2024 | La noche                   | Lucía     | Largometraje |
| 2020 2024 | Skinny Dipping El Vendedor | Finita    | Largometraje |